# Antoine Bourlard

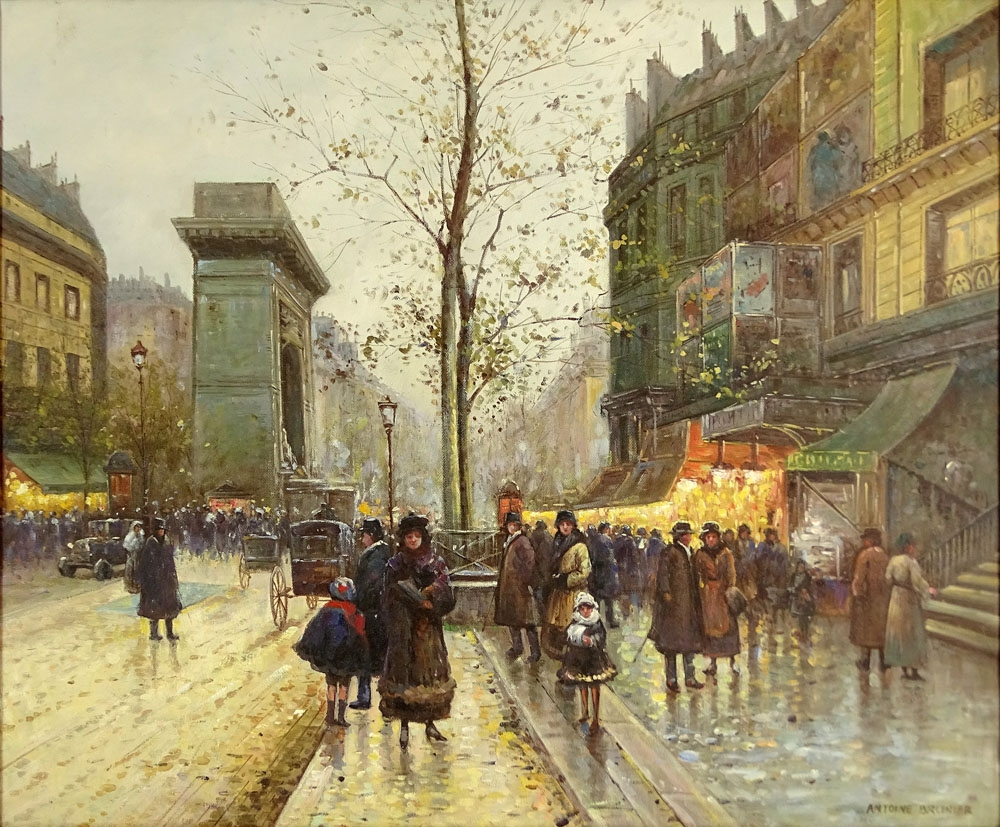
Pariser Straßenszene

Antoine Joseph Bourlard (* 30. Juni 1826 in Mons; † 24. August 1899 ebenda) war ein belgischer Maler der Historienbilder, Landschaften und Genreszenen, sowie Radierer und Bildhauer.
Bourlard war von 1838 bis 1846 Schüler von Antoon Van Ysendyck (1801–1875) an der Kunstschule in Mons. Ab 1846 studierte er an der École des beaux-arts de Paris bei Thomas Couture. Er half seinem Meister bei der „römischen Orgie“, die Couture im Salon von 1847 ausstellte. Er blieb in Paris bis 1851.
1854 reiste er nach Rom, angezogen von der römischen Landschaft. Nach seinem Gemälde „La Rome enchaînée“ (eingekettetes Rom) 1860, im Musées royaux des beaux-arts de Belgique ausgestellt, das die politischen Kreise verärgerte, zog Bourlard von Rom weg und fand bis 1875 Zuflucht in Anticoli Corrado.
Zurück in Mons stellte er im Mai 1876 seine wichtigsten italienischen Werke im Salon des Beaux-Arts aus. Er wurde 1879 zum Direktor der Kunstschule von Mons berufen. Als Enthusiast der italienischen Kunst und Kultur wurde er „il signor Antonio“ genannt.
1897 wurde er zum korrespondierenden Mitglied der Académie royale des Sciences, des Lettres et des Beaux-Arts de Belgique gewählt.